# Birra Livorno
La Birra Livorno è stata una fabbrica di birra italiana attiva fra il 1893 ed il 1939 fino alla definitiva chiusura nel 1979 dopo l'acquisizione da parte della Birra Peroni.

## Storia
Nel 1893 la famiglia De Giacomi, industriali birrai di Chiavenna, rilevò al tribunale fallimentare la piccola fabbrica di birra creata a metà dell'Ottocento da Ottavio Guglielmo Kieffer. Nel 1887 la birreria fondata da Ottavio Guglielmo era passata al figlio Emilio che insieme all'imprenditore Gino Del Moro avevano fondato la Società Kieffer-Del Moro.
Dopo l'acquisto, il direttore della fabbrica Giuseppe De Giacomi fece ampliare e modernizzare la birreria lanciando sul mercato nazionale il marchio Birra Livorno.
Negli anni trenta del Novecento raggiunse la produzione di 25.000 ettolitri e crebbe la presenza sul mercato dell'Africa Orientale Italiana.
Nel 1937 la Società Birra Peroni iniziò ad interessarsi alla Birra Livorno, le cui quote di mercato erano in aumento soprattutto in Toscana. Nel 1939 acquisì definitivamente l'impianto.
Fino al 1942 la produzione birraia non risentì degli eventi bellici. Il 10 aprile 1943 con decreto ministeriale fu cessata la vendita ai civili e la produzione fu dirottata verso le armate tedesche.
Fra maggio e giugno 1944 l'industria fu bombardata dagli Alleati e subì ingenti danni bloccando la produzione.
Nell'aprile 1946 ripartì la produzione.
Nel 1979 cessò la produzione della birra e rimase solo l'impianto di confezione. Nel 1984 chiuse anche come deposito.
Negli anni successivi la storica fabbrica della birreria, ubicata nel cuore della Livorno ottocentesca, fu demolita per far posto ad un vasto complesso edilizio.
Nel 2010, dopo più di cento anni dalla nascita della Birra Livorno, il proprietario della Birreria Artigianale Brunz di Empoli, dopo aver registrato il marchio, ripropone e promuove questa birra, commercializzata in bottiglia nella città e provincia di Livorno.